# Nur (Iran)
Nūr (farsi نكا) è il capoluogo dello shahrestān di Nur, circoscrizione Centrale, nella provincia del Mazandaran in Iran. Aveva, nel 2006, una popolazione di 21.806 abitanti. Si trova sulle rive del mar Caspio, nella parte settentrionale dell'Iran.
Precedentemente chiamata Suldeh (Sooldeh), è una delle più antiche città della provincia.